# Juan I de Cléveris
Juan I de Cléveris (en alemán: Johann I Kleve-Mark; 16 de febrero de 1419 - 5 de septiembre de 1481), fue Duque de Cléveris desde 1448 hasta su muerte.

## Biografía
Era hijo del Duque Adolfo II de Cléveris y de María de Jülich, heredó el condado tras la muerte de su padre.
El 22 de abril de 1455 se casó con Isabel de Nevers, hija de Juan II de Nevers, con quien tuvo seis hijos:
- Juan (1458-1521), Conde de Cléveris.
- Adolfo (1461-1525).
- Engilberto conde de Nevers casado con Carlota de Borbón-Vendôme.
- Teodoro (1464).
- María (1465-1513).
- Felipe, (1467-1505), obispo de Nevers, de Amiens y de Autun.